# شبکه همدان
شبکهٔ همدان در تاریخ ۲۷ شهریور ۱۳۸۱ با حضور علی لاریجانی (رئیس وقت سازمان صدا و سیما) در شهر همدان افتتاح رسمی شد. این شبکه، از سال ۱۳۸۱ تا سال ۱۳۸۵، شبکهٔ الوند و از سال ۱۳۸۶ تا سال ۱۳۹۰، شبکهٔ سینا نام داشت.

## تاریخچه
پیشینهٔ تلویزیون هم در استان همدان به سال ۱۳۴۹ خورشیدی برمی‌گردد. در زمان افتتاح، حدود ۲۸۵ هزار نفر در نواحی روستایی و ۲۸۴ هزار نفر در نواحی شهری استان همدان امکان دسترسی به برنامهٔ شبکهٔ یک تلویزیون را پیدا کردند. این روند ادامه داشت تا در پائیز سال ۱۳۵۶، با نصب یک فرستندهٔ مادر و چند تکرارکننده، پخش برنامهٔ شبکهٔ دو تلویزیون در شهر همدان و پیرامون آن آغاز شد، که به تدریج دامنهٔ دریافت آن به سایر نقاط استان تسری پیدا کرد. اما آغاز پخش برنامه‌های سیمای مرکز همدان از سال ۱۳۵۸ با پخش اذان مغرب بود.
تولید و پخش برنامهٔ مستمر هفتگی با عنوان «استان در هفته‌ای که گذشت» از سال ۱۳۵۹، رفع نقایص و تکمیل تجهیزات فنی در سال ۱۳۶۰، آغاز پخش برنامهٔ هفتگی با عنوان «جنگ جمعه» صبح جمعه هر هفته در سال ۱۳۶۱، رفع نقص‌ها و تکمیل تجهیزات فنی در سال ۱۳۸۰ خورشیدی، افتتاح شبکهٔ استانی سیما در تاریخ ۲۷ شهریور ماه ۱۳۸۱. در شش‌ماههٔ دوم این سال سیمای استانی مرکز همدان با تولید و پخش هزار ساعت برنامه موفق به جلب نظر حداکثری مخاطبان خودشد. در بیست و ششم خرداد سال ۱۳۹۰ هم‌زمان با ولادت حضرت علی (ع) پخش برنامه‌های شبکهٔ همدان به ۲۴ ساعت افزایش یافت. صدا وسیمای مرکز همدان در آن زمان جزء نخستین استان‌هایی بود که ۲۴ ساعته برنامه پخش می‌کرد.
همزمان با سفر رئیس‌جمهور و هیئت دولت به همدان پخش این شبکه نیز دیجیتالی شد. درحال حاضر مرکز همدان با دارا بودن ۲ ایستگاه مادر تلویزیونی، ۱۰۱ ایستگاه دریافت و پخش ماهواره‌ای و ۱۲ ایستگاه تکرارکننده کلیهٔ مناطق استان همدان را زیر پوشش برنامه‌های شبکهٔ استانی سیما قرار داده‌است.

## پویانمایی
در سال ۱۳۸۷ ه‍.ش توسط حسین تقی‌پور مدیر کل وقت ساختمان پویانمایی در ۴ طبقه ساخته و با حضور داریوش مهرجویی افتتاح گردید، و از آن پس واحدی به عنوان پویانمایی به آن مرکز اضافه گشت، صدا وسیمای مرکز همدان جایگاه خوبی را در میان مراکز کشور دارد و با توجه به پتانسیل‌های ارزشمند آن، این مرکز به عنوان قطب انیمیشن کشور شناخته شد. واحد پویانمایی مرکز همدان در سال ۱۳۶۷ تأسیس و آغاز به کار کرد. در این سال تعداد افرادی که در واحد انیمیشن همدان مشغول کار بودند به هشت نفر می‌رسید. «شهر حجم‌ها» نخستین کارهنری این واحد بود که به شیوهٔ «سه بُعدی زیر دوربین» ساخته شد. «جوجه‌ها» هم دومین کاری بود که به همت محمد مهدی خداکرمی و به مدت پنج دقیقه در واحد پویانمایی مرکز همدان ساخته شد. این پویانمایی در جشنوارهٔ زیباکنار آن سال برتر شناخته شد و سازمان صدا و سیما هم آن را به عنوان برنامهٔ برگزیدهٔ کودک و نوجوان شناخت و به اتحادیهٔ آسیا اقیانوسیه (ABU) ارسال کرد.
پس از ورود رایانه در سال ۱۳۷۴ برای ساخت انیمیشن، مرکز همدان نیز با بهره‌گیری از فناوری نو و کارکنان تازه، به پیشرفت‌های بیشتری هم دست یافت. در این سال‌ها مرکز همدان با بهره‌گیری از فناوری‌های پیشرفته‌تر مانند انیمیشن سه بُعدی، انیمیشن عروسکی و Popet animation (کارهای تک‌فریم و استاپ‌موشن «Stop mution)، دو بُعدی و کات اوت «Cut out» در جشنواره‌های کودک و رشد می‌درخشید و بیشتر تندیس‌ها را از آن خود می‌کرد. امسال واحد پویانمایی مرکز همدان می‌بایست براساس تصویب سیمای استان‌ها ۵۸ ساعت انیمیشن تولید می‌کرده‌است که این واحد افزون بر تولید این مقدار ساعت، توانسته ۱۶ ساعت نیز بیش از تعهد خود انیمیشن تولید کند. آشیانهٔ مهر، من و داداشی، عیاران، توپوز قلی میرزا (بالا رود، پایین رود)، سرزمین مادری، آدمک، سفرهای پلیکان، چنین حکایت کنند، دوستان دریایی، پل دوستی، شنگول و منگول و گنجشک باهوش ازجمله کارهایی است که امسال مرکز همدان آن‌ها را ساخته و تحویل سیمای استان‌ها داده‌است.